# Risques environnementaux et sanitaires des résidus de médicaments sur les milieux aquatiques
 (octobre 2009).
- Si vous ne connaissez pas le sujet, laissez ce bandeau (vous pouvez alors contacter les auteurs).
- Si vous supprimez le contenu mis en cause (vous pouvez préalablement contacter les auteurs),

argumentez précisément cette suppression dans la page de discussion
(un manque de référence n'est pas un argument ; une recherche réelle de référence doit avoir été effectuée, être formellement documentée).
Les médicaments sont de plus en plus utilisés. Ils le sont au domicile, à l’hôpital, dans la maison de retraite, sur le lieu de travail ou de vacance. Ils sont également de plus en plus utilisés dans le domaine de la santé animale, avec des formes et des portées différentes, de l'animal familier aux élevages intensifs ; parfois comme additif alimentaire utilisé pour doper la croissance de l'animal, ou comme moyen thérapeutique préventif. Il peut enfin s'agir d'hormones visant à obtenir une lactation ou une reproduction hors des périodes naturelles, etc.).
Ces molécules médicamenteuses (métabolisés ou non) sont essentiellement éliminées via les excréments ou les urines, souvent directement dans la nature. On en trouve aussi dans les cadavres (humains ou animaux). Leurs résidus sont donc de plus en plus présents dans l'environnement.
Parfois non-dégradable ou n'étant pas dégradé assez vite par la lumière, l'oxygène, les bactéries de l'eau, du sol ou des sédiments, ils se retrouvent dans le réseau trophique ou dans l'eau, l'air, les sols et les sédiments. Une partie de ces résidus résiste aux traitements par les stations d'épuration et ils sont retrouvés dans le milieu naturel,. Ils peuvent alors agir, seuls ou en synergie entre eux, avec d'autres polluants (dont les résidus de pesticides), par exemple comme facteurs de perturbation endocrinienne ou de la santé des animaux (des plantes ou d'autres organismes) qui les absorbent. 

Les biocides et antiparasitaires ou les perturbateurs endocriniens préoccupent les écotoxicologues et les écologues.
La question doit être étudiée sous l’angle des mélanges et des éventuelles synergies entre molécules, et d'éventuels effets associés aux interactions avec d'autres types de contaminants. 

## Les risques
Ils sont encore mal compris, notamment faute de données sur la cinétique de ces molécules (possible fixation, plus ou moins provisoire sur des matières en suspension, dans les sédiments ou bioaccumulation plus ou moins importante dans certains organismes) et sur les effets écotoxicologiques sur certaines molécules mères et sur de nombreux sous-produits de dégradation, mais la littérature cite deux grandes catégories de risque :

### Types de risques (environnementaux ou sanitaires)
- Les risques environnementaux : Les médicaments ou résidus dispersés dans l'environnement peuvent avoir divers types de répercussions nuisibles et significatives sur l'environnement et les services écosystémiques. Ce risque est évalué en tenant compte de la probabilité d’occurrence dans l'espace et dans le temps d’un évènement (aléa) et du niveau de danger. Des synergies entre aléas peuvent survenir (effet cocktail). Un cas particulier est celui des effluents hospitaliers ou issus du traitement de des déchets hospitaliers, car ceux-ci peuvent à la fois contenir de puissants biocides, des souches d'organismes antibiorésistantes, ou des produits non biodégradables, par exemple des métaux toxiques ou radioactifs utilisés en chimiothérapie contre le cancer ou comme agents de contrastes ou pour certains modes d'imagerie médicale. Les traitements chélateurs sont aussi des sources de métaux lourds[6]. Certains médicaments ou résidus ne sont pas stoppés par la barrière placentaire, ou passent dans le lait maternel (humain ou animal[7]). Dans la nature, les nécrophages jouent un rôle sanitaire essentiel en éliminant les cadavres, ce qui limite la diffusion de nombreux pathogènes, mais ils se contaminent aussi en mangeant les cadavres (le diclofénac a ainsi presque fait disparaitre plusieurs espèces de vautours en Inde, Afrique et Asie). Le cadavre d'un nécrophage devient alors à son tour une source de contaminant.

- Les risques sanitaires : ils désignent un risque local ou global, immédiat ou différé dans l'espace ou dans le temps, plus ou moins probable, auquel la santé publique ou celle d'espèces animale d'intérêt commercial est exposée. 
Par l'identification et l’analyse des risques liée à un phénomène (contamination par des résidus de médicaments en l’occurrence…) on cherche à mieux prévoir l’impact d’un risque sanitaire sur la santé publique. Les risques liés à l'eau semblent les plus importants car des eaux de ruissellement aux apports en mer, l'eau peut transporter sur de longues distances certains résidus[8]. Des résidus de médicament vétérinaire peuvent aussi être trouvés dans la viande[9] ou le poisson et passer dans le tube digestif humain puis être en partie ensuite retrouvés dans l'environnement.

### Nature du risque (impacts possibles)
À l'échelle de l'évolution et de la sélection naturelle, ce problème peut être considéré comme problème émergent, mais certains effets (toxicité, perturbation endocrinienne, cancérogénicité, mutagénicité) peuvent poser de graves problèmes. 
et encore mal compris. De plus, comme de nouveaux médicaments sont sans cesse mis sur le marché, de nouvelles questions sont susceptibles d'être posées. 
La littérature scientifique évoque notamment 
- la féminisation de poissons ou de coquillage et la perturbation de la sexualité ou reproduction de certaines espèces par des leurres hormonaux (voir l'article « imposex »),
- des impacts possibles sur les plantes ou champignons
- des effets létaux et sublétaux
- le risque d'antibiorésistance et notamment d'apparition de bactéries anormalement résistantes (« superbactéries »),
- l'induction de maladies, cancers ?
- des troubles du comportement des animaux, voire de l'Homme exposé (viagra, antidépresseurs...)
- le risque de perte d'efficacité de certains médicaments soit en raison d'une accoutumance de l'organisme, soit en raison d'une résistance/accoutumance des bactéries ou parasites

## (Où) Origine, Trajet et Milieux de concentration des molécules des résidus de médicaments dans les eaux (S)
Les molécules solubles dans l'eau posent le plus de problème, mais d'autres résidus, insolubles peuvent être adsorbés sur des molécules également transportées par l'eau.

### Origines de ces résidus
Dans tous les cas et dès l'absorption du médicament des réactions de transformation du médicament, puis des métabolites et autre résidus de médicamenteux s'opèrent. Et ils peuvent perdurer, de manière différente selon les conditions du milieu (température, humidité, pH, taux d'oxygène, environnement microbien, présence de lumière, etc.) . La cinétique environnementale d'un résidu peut se faire selon plusieurs étapes (par exemple au moment de l'épandage d'excréments animaux, parfois loin de l'élevage d'origine).

#### Médicament d'origine vétérinaire
Les animaux sont de plus en plus traités par des médicaments, y compris les animaux de compagnie. Dans le monde, les éleveurs, pisciculteurs et aquaculteurs en utilisent des quantités de plus en plus importantes. Ils génèrent donc une quantité croissante de résidus plus ou moins actifs et rémanents, rejetés par diverses voies dans les milieux :
- Les fèces et/ou les urines peuvent contenir des résidus de médicaments, inchangés ou plus ou moins métabolisés par les enzymes de  phase I et  de phase II[10]. Ils contaminent directement ou indirectement le sol et l'eau, pouvant notamment être périodiquement épandus sur les champs et dans certains pays dans les forêts via les lisier, fumier ou fientes de poules. 
La recherche des impacts potentiels ou avérés des résidus de médicaments contenus dans les lisiers et fumiers épandus à ciel ouvert doit se poursuivre en continu, car de nouveaux médicaments sont régulièrement mis sur le marché.
- Les poissons des piscicultures en mer diffusent leurs résidus médicamenteux directement dans l'eau. ces médicaments peuvent être des additifs alimentaires[1] ; leurs impacts peut varier selon leur forme (liquide, solide et intégrée dans les granulés alimentaires, solubles ou non dans l'eau, etc. Certaines installations (production d'œufs et juvéniles) peuvent parfois retraiter leurs eaux de rejets, etc.[1].
- Les cadavres d'animaux traités par des médicaments avant leur mort sont aussi une source de résidus médicamenteux, qu'ils soient perdus dans la nature, enterrés, incinérés ou légalement envoyés à l'équarrissage là et quand c'est obligatoire.

#### Médicament d'origine humaine

##### Les médicaments utilisés
Plus de 4 000 principes actifs, plus ou moins rémanent ou biodégradables, étaient autorisés et utilisés en Europe au début des années 2000, dont (en 2002) 8 500 tonnes d'antibiotiques à usage humain et 4 700 tonnes à usage vétérinaire (biocides de nettoyage non compris). 

#### Autres sources
Outre les rejets accidentels (lors d'un incendie ou de l'explosion d'un lieu de stockage, ou lors du transport de médicaments ou d'animaux malades ou morts par exemple), les lieux où l'on produit ou manipule les médicaments peuvent aussi être des sources localisées de contamination environnementale, avec en particulier :
- les Laboratoires pharmaceutiques, phytopharmaceutiques, vétérinaires et plus en amont les usines de fabrication, certains effluents de ces industries pouvant contenir des doses « extrêmement élevées » de médicaments ou résidus[11],[12]
- Unités industrielles de conditionnement de médicaments

### Trajet (cinétique) et milieux de présence des résidus de médicaments

#### Les sédiments
Déf sédiments ?

#### Les eaux résiduaires
Déf

#### Les eaux souterraines
Déf

#### Les eaux à destination de la consommation humaine
Déf

#### Les eaux à destination de la consommation animale
Déf
Voir quels sont les eaux bus par quel type d'animaux (sauvage, domestique, d'élevage) ?

#### Divers/Piste
- Selon les grandes familles de médicaments...
- Rôle des agences de l’eau
- Enjeux lié à la quantité et à la toxicité (des (résidus de) médicaments particulièrement présents ? ET/OU particulièrement dangereux ?)
- types d’eau où ils sont particulièrement présents ?
- STEP (M)

## 3/ (Quand Qui Comment) Les impacts environnementaux et sanitaires
(éventuellement, tableau récapitulatif en synthèse) 

### Approche par cible

#### Milieux naturels, faune, flore
Certains médicaments humains ou vétérinaires non (ou mal) traités par les stations d'épuration ont un impact sur la faune aquatique sauvage. Depuis que ce phénomène est connu (années 1990), on cherche à savoir dans quels types d’eau ces résidus sont particulièrement présents et dans quels types de milieux ou par quelle chaîne alimentaire, ils pourraient avoir le plus d’impacts locaux et globaux 
En France, en 2009, selon l'Agence nationale de sécurité sanitaire de l'alimentation, de l'environnement et du travail (Anses) les eaux brutes ou traitées contiennent toutes un cocktail de résidus médicamenteux, avec d'abord l'anti-épileptique carbamazépine, puis l'oxazépam (antidépresseur) puis le paracétamol et l'ibuprofène, résultats qui ont motivé un plan national sur les résidus de médicaments dans les eaux (PNRM) lancé par le ministère de la Santé pour la période 2010-2015, ainsi qu'une action dédiée dans le second Plan National Santé Environnement (PNSE2), action visant à « améliorer la connaissance et réduire les risques liés aux rejets de médicaments dans l’environnement ».. 
Dans le cadre de ce plan, différentes actions ont été lancées sur le territoire. C'est le cas de SIPIBEL - site pilote de Bellecombe - sur les effluents hospitaliers et stations d'épuration urbaines, qui étudie les risques et leviers d'action liés aux rejets de médicaments, détergents et biocides dans les effluents hospitaliers et urbains. 
En Suède, Tomas Brodin et son équipe de l'université d'Umea (Suède) ont fait vivre devant des caméras des perches Perca fluviatilis dans de l'eau contenant ou ne contenant pas l'antidépresseur oxazépam (molécule très résistante, dispersée par l'urine des patients traités, qui est l'un des médicaments les plus trouvés dans les milieux naturels). Le taux de dilution était de 1,8 microgramme par litre (µg/l), soit le taux souvent retrouvé dans rivières de Suède. Les perches exposées au médicament étaient nettement plus active et moins sociables que celles vivant dans une eau normale. Elles consommait également plus vite le zooplancton présent. 
En 2012, une équipe américaine a annoncé avoir démontré une surexpression de plusieurs gènes par les poissons exposés à l'oxazépam. Or ces gènes sont les mêmes que des gènes liés à l'autisme chez l'Homme, ce qui pourrait fournir une nouvelle hypothèse à l’explosion inexpliquée de cas d’autisme chez l’enfant.
Les médicaments relargués par l'urines et les excréments des animaux en pâture ou en batterie, et par les eaux usées non traitées ou par les rejets de station d'épuration peuvent ensuite aussi être adsorbés sur des matrices naturelles, dont boues de traitement d'effluents, sédiments de cours d'eau susceptible d'être ensuite explorés par des animaux fouisseurs ou d'être ensuite « remobilisés » lors des crues. Quand des animaux fouillent des boues ou sédiments pour s'y nourrir, ils peuvent se contaminer et contribuer à faire circuler horizontalement et verticalement le produit dans l'environnement (c'est la bioturbation. Le curage (avec éventuel clapage en mer, quand il s'agit de curages portuaires) sont aussi une source de remobilisation de sédiment potentiellement contaminés par des résidus médicamenteux. 
Ils sont généralement détectés à des niveaux très bas (ng/L) mais pour la plupart considérés comme étant pseudopersistants car introduits dans le milieu de façon continue.
Types de substances : ce sont notamment les stéroïdes de synthèse (ethinylestradiol EE2) ; des antibiotiques ; des antidépresseurs et antiepileptiques (carbamazepine) ; des hypolipémiants (acide colifibrique) ; des analgésiques/anti-inflammatoires (paracétamol, etc.)
Les impacts sont supposés varier selon :
- les voies d’exposition (sujet met l’accent sur la voie orale) : ingestion d’eau contaminée, contact avec la peau…
- le type d'eau utilisées pour les cultures, et par conséquent présence éventuelle des résidus dans l’alimentation issue de ces cultures
- la chaîne trophique : phénomènes de bioaccumulation ; de bioamplification ?
- selon les organismes considérés (filtreurs, capables de bioamplification ou au contraire de métaboliser ces molécules, selon leur taux de graisse pour les molécules liposolubles, etc.

## Toxicologie
Sachant que de nombreux produits animaux isus d'animaux aquatiques (poissons, coquillages, crustacés, etc) ou d'animaux s'abreuvant dans l'eau (gibier) sont consommés par l’homme, la question se pose de savoir si manger de la viande ou du lait d’animal ayant bu de l’eau contaminée présente ou non un risque, en particulier pour les femmes enceintes ou les jeunes enfants dans le cas de molécules pouvant se comporter comme des perturbateurs endocriniens. 
D'autres paramètres sont à prendre en compte dont la DL50, CL50, et l'écotoxicité, ou d'éventuelles potentialisation ou synergies entre produits différents.
- existence de normes, de seuils pour caractériser la qualité/potabilité /dangerosité de l’eau, pour l’homme et l’animal, concernant cette pollution ?

## Modélisation
Chaque animal, plante, champignon, bactérie réagit différemment à une même molécule, et des susceptibilités génétiques individuelles peuvent exister. De plus, les synergies entre molécules et avec l'environnement sont très complexes, et encore très difficilement modélisables. Néanmoins, en complément des mesures chimiques systématiques qui sont coûteuse et ponctuelles dans l'espace et le temps, des modélisations pourraient à l'avenir de mieux évaluer et croiser certains risques à des échelles plus globales . 

## Les résidus de médicaments (An)
- Le médicament entre dans l’organisme humain ou l’animal puis il en sort sous la forme « A résiduelle ».
- Rejets des industries pharmaceutiques/hôpitaux.

Présentation par grandes familles de molécules.
- sous quelle(s) forme(s) chimique(s) sont-ils présents dans l’eau et les sédiments ? (par rapport à leur forme initiale → trajet et devenir dans le corps humain non détaillés)
- types de médicaments : perturbateurs endocriniens, antibiotiques (par exemple abondamment retrouvés dans les cours d'eau d'Île-de-France[15]. Les médicaments biologiques sont souvent rapidement dégradables, mais peuvent être dans un premier temps très actif.
- des (résidus de) médicaments particulièrement présents ? ET/OU particulièrement dangereux ?

## Suivi
Dans le monde de grands organismes tels que l'OMS et l'Agence européenne de l'environnement ou diverses agences de santé s'intéressent à la question. 
En France, plusieurs groupes d'acteurs et parties prenantes (agences publiques et services publics notamment) sont concernés par le suivi de ces résidus, dont :
- Agences responsables de la santé publique (ex. :  (AFSSAPS, AFSSA, INSERM INERIS, hôpitaux, Institut Pasteur, laboratoires de Recherche universitaire ...)
- Agence chargée de l'environnement (Agences de l'eau, AFSSET, DREALs...)
- Institutions chargées de la Recherche en santé environnementale (dont ARS via les PNSE
- Industriels
- groupement de professionnels (médecins, pharmaciens...)
- lobbies industriels et socioéconomiques

## Gestion des risques et pistes de solutions
la quantité de résidus médicamenteux pourrait être réduite dans l'environnement par 
- un meilleur contrôle des rejets directs et indirects de l'industrie pharmaceutique, en lien avec « une réglementation pour les produits de santé intégrant les considérations environnementales »[16] et une intégration systématique du risque direct et indirect pour l'environnement dans le rapport bénéfice-risque évalué dans le cadre de la décision d'AMM (autorisation de mise sur le marché), ce qui pourrait encourager les industriels à produire des médicaments plus « biodégradables » ou rapidement dégradables. En Europe, il y a en théorie une prise en compte obligatoire par le dossier d'AMM, du risque pour l'environnement, depuis 1993 [17], et plus explicitement depuis 2004 [18].
- une meilleure gestion des déchets à risque dans les hôpitaux, cliniques, lieux de traitement vétérinaires
- l'amélioration de la collecte et du traitement des eaux usées ;
- une meilleure sensibilisation, formation, information des élus, ingénieurs, décideurs et techniciens et professionnels de santé ainsi que des patients ;
- le développement de système tels que Cyclamed,
- un usage plus raisonnable des antibiotiques, notamment dans certaines filières animales.
- et à long terme, par la production de médicaments moins rémanents dans l'environnement ( « chimie verte » )